# Rasterlettertype
Een rasterlettertype of bitmaplettertype is een lettertype waarin elk teken als rasterafbeelding wordt opgeslagen, dat wil zeggen dat elk teken bestaat uit een reeks pixels. Vanwege deze eigenschap vermindert de kwaliteit van de getoonde tekens als het lettertype wordt vergroot (zie verschil tussen vector- en rasterafbeelding). Daarom zijn rasterlettertypes het best geschikt om op hun oorspronkelijke grootte vertoond te worden, met name op beeldschermen en matrixprinters. Rasterlettertypen worden met name gemaakt voor het weergeven van tekst op matrixborden en andere informatiesystemen met "grove pixels" of voor normale computerdisplays met zeer kleine puntgrootte (6-10 pt).